# Tischbein (Künstlerfamilie)
Die Tischbein waren eine hessische Schreiner- und Malerfamilie des 18. und 19. Jahrhunderts.
Alle Künstler der Familie sind Nachfahren des Hainaer Hospitalbäckers Johann Heinrich Tischbein (1682–1764) und seiner Frau Susanne Margarethe, geborene Hinsing. Fast jedes Kind war künstlerisch tätig.

## Mitglieder
|                                                                                    |                                                                                    |                                                                                    |                                                                                    |                                                                                    |                                                                                    |                                                                                              |                                                                                              |                                                                                              |                                                                                              |                                                                                              |                                                                                              |                                |                                |                                |                                | | | | | | |                                      |                                      |                                      |                                      |  |  |                                                                                       |                                                                                       |                                                                                       |                                                                                       |                                                                                       |                                                                                       |  |  |                                                                                       |                                                                                       |                                                                                       |                                                                                       |                                                                                       |                                                                                       |  |  |                                                               |                                                               |                                                               |                                                               | Johann Heinrich Tischbein (1682–1764) Bäckermeister Haina     |                                                               |  |  |                                                 |                                                 |                                                 |                                                 |                                                                                          |                                                                                          |                                                                                          |                                                                                          |                                                                                          |                                                                                          |                                                                                          |                                                                                          |                                                                                          |                                                                                          |                                                                       |                                                                       |                                                                       |                                                                       |                                                                  |                                                                  |                                                                                  |                                                                                  |                                                                                  |                                                                                  |                                                                                  |                                                                                  |                                                      |                                                      | | | | | | |                                         |                                         | | | | | | |  |  |  |  |  |  |  |  |  |  |  |  |  |  |  |  |  |  |  |  |  |  |  |  |  |  |  |  |  |  |  |  |  |  |  |  |  |  |  |  |  |  |  |  |  |  |  |  |
|                                                                                    |                                                                                    |                                                                                    |                                                                                    |                                                                                    |                                                                                    |                                                                                              |                                                                                              |                                                                                              |                                                                                              |                                                                                              |                                                                                              |                                |                                |                                |                                | | | | | | |                                      |                                      |                                      |                                      |  |  |                                                                                       |                                                                                       |                                                                                       |                                                                                       |                                                                                       |                                                                                       |  |  |                                                                                       |                                                                                       |                                                                                       |                                                                                       |                                                                                       |                                                                                       |  |  |                                                               |                                                               |                                                               |                                                               |                                                               |                                                               |  |  |                                                 |                                                 |                                                 |                                                 |                                                                                          |                                                                                          |                                                                                          |                                                                                          |                                                                                          |                                                                                          |                                                                                          |                                                                                          |                                                                                          |                                                                                          |                                                                       |                                                                       |                                                                       |                                                                       |                                                                  |                                                                  |                                                                                  |                                                                                  |                                                                                  |                                                                                  |                                                                                  |                                                                                  |                                                      |                                                      | | | | | | |                                         |                                         | | | | | | |  |  |  |  |  |  |  |  |  |  |  |  |  |  |  |  |  |  |  |  |  |  |  |  |  |  |  |  |  |  |  |  |  |  |  |  |  |  |  |  |  |  |  |  |  |  |  |  |
|                                                                                    |                                                                                    |                                                                                    |                                                                                    |                                                                                    |                                                                                    |                                                                                              |                                                                                              |                                                                                              |                                                                                              |                                                                                              |                                                                                              |                                |                                |                                |                                | | | | | | |                                      |                                      |                                      |                                      |  |  |                                                                                       |                                                                                       |                                                                                       |                                                                                       |                                                                                       |                                                                                       |  |  |                                                                                       |                                                                                       |                                                                                       |                                                                                       |                                                                                       |                                                                                       |  |  |                                                               |                                                               |                                                               |                                                               |                                                               |                                                               |  |  |                                                 |                                                 |                                                 |                                                 |                                                                                          |                                                                                          |                                                                                          |                                                                                          |                                                                                          |                                                                                          |                                                                                          |                                                                                          |                                                                                          |                                                                                          |                                                                       |                                                                       |                                                                       |                                                                       |                                                                  |                                                                  |                                                                                  |                                                                                  |                                                                                  |                                                                                  |                                                                                  |                                                                                  |                                                      |                                                      | | | | | | |                                         |                                         | | | | | | |  |  |  |  |  |  |  |  |  |  |  |  |  |  |  |  |  |  |  |  |  |  |  |  |  |  |  |  |  |  |  |  |  |  |  |  |  |  |  |  |  |  |  |  |  |  |  |  |
|                                                                                    |                                                                                    |                                                                                    |                                                                                    |                                                                                    |                                                                                    | Joh. Conrad T. (1712–78) Klosterschreiner Haina                                              | Joh. Conrad T. (1712–78) Klosterschreiner Haina                                              | Joh. Conrad T. (1712–78) Klosterschreiner Haina                                              | Joh. Conrad T. (1712–78) Klosterschreiner Haina                                              | Joh. Conrad T. (1712–78) Klosterschreiner Haina                                              | Joh. Conrad T. (1712–78) Klosterschreiner Haina                                              |                                |                                |                                |                                | | | | | | |                                      |                                      |                                      |                                      |  |  | Joh. Valentin T. (1715–68) Hofmaler, Porträt- u Theatermaler                          | Joh. Valentin T. (1715–68) Hofmaler, Porträt- u Theatermaler                          | Joh. Valentin T. (1715–68) Hofmaler, Porträt- u Theatermaler                          | Joh. Valentin T. (1715–68) Hofmaler, Porträt- u Theatermaler                          | Joh. Valentin T. (1715–68) Hofmaler, Porträt- u Theatermaler                          | Joh. Valentin T. (1715–68) Hofmaler, Porträt- u Theatermaler                          |  |  | Johann T. (1717–57) Universitäts- mechanicus Marburg                                  | Johann T. (1717–57) Universitäts- mechanicus Marburg                                  | Johann T. (1717–57) Universitäts- mechanicus Marburg                                  | Johann T. (1717–57) Universitäts- mechanicus Marburg                                  | Johann T. (1717–57) Universitäts- mechanicus Marburg                                  | Johann T. (1717–57) Universitäts- mechanicus Marburg                                  |  |  | Johann Anton T. (1720–84) Maler m Joh. Heinr. Italien Hamburg | Johann Anton T. (1720–84) Maler m Joh. Heinr. Italien Hamburg | Johann Anton T. (1720–84) Maler m Joh. Heinr. Italien Hamburg | Johann Anton T. (1720–84) Maler m Joh. Heinr. Italien Hamburg | Johann Anton T. (1720–84) Maler m Joh. Heinr. Italien Hamburg | Johann Anton T. (1720–84) Maler m Joh. Heinr. Italien Hamburg |  |  | Joh. Heinr. T. dÄ (1722–89) Hofmaler Kassel     | Joh. Heinr. T. dÄ (1722–89) Hofmaler Kassel     | Joh. Heinr. T. dÄ (1722–89) Hofmaler Kassel     | Joh. Heinr. T. dÄ (1722–89) Hofmaler Kassel     | Joh. Heinr. T. dÄ (1722–89) Hofmaler Kassel                                              | Joh. Heinr. T. dÄ (1722–89) Hofmaler Kassel                                              |                                                                                          |                                                                                          |                                                                                          |                                                                                          |                                                                                          |                                                                                          |                                                                                          |                                                                                          | Joh. Jac. T. (1725–91) Maler Hamburg Lübeck                           | Joh. Jac. T. (1725–91) Maler Hamburg Lübeck                           | Joh. Jac. T. (1725–91) Maler Hamburg Lübeck                           | Joh. Jac. T. (1725–91) Maler Hamburg Lübeck                           | Joh. Jac. T. (1725–91) Maler Hamburg Lübeck                      | Joh. Jac. T. (1725–91) Maler Hamburg Lübeck                      |                                                                                  |                                                                                  | Anton Wilh. T. (1734–1804), Maler, Hanauer Tischbein                             | Anton Wilh. T. (1734–1804), Maler, Hanauer Tischbein                             | Anton Wilh. T. (1734–1804), Maler, Hanauer Tischbein                             | Anton Wilh. T. (1734–1804), Maler, Hanauer Tischbein                             | Anton Wilh. T. (1734–1804), Maler, Hanauer Tischbein | Anton Wilh. T. (1734–1804), Maler, Hanauer Tischbein | | | | | Luise Marg. Strack, geb. T. (1727–1785)                                                                    | Luise Marg. Strack, geb. T. (1727–1785)                                                                    | Luise Marg. Strack, geb. T. (1727–1785) | Luise Marg. Strack, geb. T. (1727–1785) | Luise Marg. Strack, geb. T. (1727–1785)                                                                                            | Luise Marg. Strack, geb. T. (1727–1785)                                                                                            | | | | |  |  |  |  |  |  |  |  |  |  |  |  |  |  |  |  |  |  |  |  |  |  |  |  |  |  |  |  |  |  |  |  |  |  |  |  |  |  |  |  |  |  |  |  |  |  |  |  |
|                                                                                    |                                                                                    |                                                                                    |                                                                                    |                                                                                    |                                                                                    | Joh. Conrad T. (1712–78) Klosterschreiner Haina                                              | Joh. Conrad T. (1712–78) Klosterschreiner Haina                                              | Joh. Conrad T. (1712–78) Klosterschreiner Haina                                              | Joh. Conrad T. (1712–78) Klosterschreiner Haina                                              | Joh. Conrad T. (1712–78) Klosterschreiner Haina                                              | Joh. Conrad T. (1712–78) Klosterschreiner Haina                                              |                                |                                |                                |                                | | | | | | |                                      |                                      |                                      |                                      |  |  | Joh. Valentin T. (1715–68) Hofmaler, Porträt- u Theatermaler                          | Joh. Valentin T. (1715–68) Hofmaler, Porträt- u Theatermaler                          | Joh. Valentin T. (1715–68) Hofmaler, Porträt- u Theatermaler                          | Joh. Valentin T. (1715–68) Hofmaler, Porträt- u Theatermaler                          | Joh. Valentin T. (1715–68) Hofmaler, Porträt- u Theatermaler                          | Joh. Valentin T. (1715–68) Hofmaler, Porträt- u Theatermaler                          |  |  | Johann T. (1717–57) Universitäts- mechanicus Marburg                                  | Johann T. (1717–57) Universitäts- mechanicus Marburg                                  | Johann T. (1717–57) Universitäts- mechanicus Marburg                                  | Johann T. (1717–57) Universitäts- mechanicus Marburg                                  | Johann T. (1717–57) Universitäts- mechanicus Marburg                                  | Johann T. (1717–57) Universitäts- mechanicus Marburg                                  |  |  | Johann Anton T. (1720–84) Maler m Joh. Heinr. Italien Hamburg | Johann Anton T. (1720–84) Maler m Joh. Heinr. Italien Hamburg | Johann Anton T. (1720–84) Maler m Joh. Heinr. Italien Hamburg | Johann Anton T. (1720–84) Maler m Joh. Heinr. Italien Hamburg | Johann Anton T. (1720–84) Maler m Joh. Heinr. Italien Hamburg | Johann Anton T. (1720–84) Maler m Joh. Heinr. Italien Hamburg |  |  | Joh. Heinr. T. dÄ (1722–89) Hofmaler Kassel     | Joh. Heinr. T. dÄ (1722–89) Hofmaler Kassel     | Joh. Heinr. T. dÄ (1722–89) Hofmaler Kassel     | Joh. Heinr. T. dÄ (1722–89) Hofmaler Kassel     | Joh. Heinr. T. dÄ (1722–89) Hofmaler Kassel                                              | Joh. Heinr. T. dÄ (1722–89) Hofmaler Kassel                                              |                                                                                          |                                                                                          |                                                                                          |                                                                                          |                                                                                          |                                                                                          |                                                                                          |                                                                                          | Joh. Jac. T. (1725–91) Maler Hamburg Lübeck                           | Joh. Jac. T. (1725–91) Maler Hamburg Lübeck                           | Joh. Jac. T. (1725–91) Maler Hamburg Lübeck                           | Joh. Jac. T. (1725–91) Maler Hamburg Lübeck                           | Joh. Jac. T. (1725–91) Maler Hamburg Lübeck                      | Joh. Jac. T. (1725–91) Maler Hamburg Lübeck                      |                                                                                  |                                                                                  | Anton Wilh. T. (1734–1804), Maler, Hanauer Tischbein                             | Anton Wilh. T. (1734–1804), Maler, Hanauer Tischbein                             | Anton Wilh. T. (1734–1804), Maler, Hanauer Tischbein                             | Anton Wilh. T. (1734–1804), Maler, Hanauer Tischbein                             | Anton Wilh. T. (1734–1804), Maler, Hanauer Tischbein | Anton Wilh. T. (1734–1804), Maler, Hanauer Tischbein | | | | | Luise Marg. Strack, geb. T. (1727–1785)                                                                    | Luise Marg. Strack, geb. T. (1727–1785)                                                                    | Luise Marg. Strack, geb. T. (1727–1785) | Luise Marg. Strack, geb. T. (1727–1785) | Luise Marg. Strack, geb. T. (1727–1785)                                                                                            | Luise Marg. Strack, geb. T. (1727–1785)                                                                                            | | | | |  |  |  |  |  |  |  |  |  |  |  |  |  |  |  |  |  |  |  |  |  |  |  |  |  |  |  |  |  |  |  |  |  |  |  |  |  |  |  |  |  |  |  |  |  |  |  |  |
|                                                                                    |                                                                                    |                                                                                    |                                                                                    |                                                                                    |                                                                                    |                                                                                              |                                                                                              |                                                                                              |                                                                                              |                                                                                              |                                                                                              |                                |                                |                                |                                | | | | | | |                                      |                                      |                                      |                                      |  |  |                                                                                       |                                                                                       |                                                                                       |                                                                                       |                                                                                       |                                                                                       |  |  |                                                                                       |                                                                                       |                                                                                       |                                                                                       |                                                                                       |                                                                                       |  |  |                                                               |                                                               |                                                               |                                                               |                                                               |                                                               |  |  |                                                 |                                                 |                                                 |                                                 |                                                                                          |                                                                                          |                                                                                          |                                                                                          |                                                                                          |                                                                                          |                                                                                          |                                                                                          |                                                                                          |                                                                                          |                                                                       |                                                                       |                                                                       |                                                                       |                                                                  |                                                                  |                                                                                  |                                                                                  |                                                                                  |                                                                                  |                                                                                  |                                                                                  |                                                      |                                                      | | | | | | |                                         |                                         | | | | | | |  |  |  |  |  |  |  |  |  |  |  |  |  |  |  |  |  |  |  |  |  |  |  |  |  |  |  |  |  |  |  |  |  |  |  |  |  |  |  |  |  |  |  |  |  |  |  |  |
|                                                                                    |                                                                                    |                                                                                    |                                                                                    |                                                                                    |                                                                                    |                                                                                              |                                                                                              |                                                                                              |                                                                                              |                                                                                              |                                                                                              |                                |                                |                                |                                | | | | | | |                                      |                                      |                                      |                                      |  |  |                                                                                       |                                                                                       |                                                                                       |                                                                                       |                                                                                       |                                                                                       |  |  |                                                                                       |                                                                                       |                                                                                       |                                                                                       |                                                                                       |                                                                                       |  |  |                                                               |                                                               |                                                               |                                                               |                                                               |                                                               |  |  |                                                 |                                                 |                                                 |                                                 |                                                                                          |                                                                                          |                                                                                          |                                                                                          |                                                                                          |                                                                                          |                                                                                          |                                                                                          |                                                                                          |                                                                                          |                                                                       |                                                                       |                                                                       |                                                                       |                                                                  |                                                                  |                                                                                  |                                                                                  |                                                                                  |                                                                                  |                                                                                  |                                                                                  |                                                      |                                                      | | | | | | |                                         |                                         | | | | | | |  |  |  |  |  |  |  |  |  |  |  |  |  |  |  |  |  |  |  |  |  |  |  |  |  |  |  |  |  |  |  |  |  |  |  |  |  |  |  |  |  |  |  |  |  |  |  |  |
| Johann Heinrich T. dJ (1742–1808) Maler, Radierer, Inspector Gemäldegalerie Kassel | Johann Heinrich T. dJ (1742–1808) Maler, Radierer, Inspector Gemäldegalerie Kassel | Johann Heinrich T. dJ (1742–1808) Maler, Radierer, Inspector Gemäldegalerie Kassel | Johann Heinrich T. dJ (1742–1808) Maler, Radierer, Inspector Gemäldegalerie Kassel | Johann Heinrich T. dJ (1742–1808) Maler, Radierer, Inspector Gemäldegalerie Kassel | Johann Heinrich T. dJ (1742–1808) Maler, Radierer, Inspector Gemäldegalerie Kassel | Johann Heinrich Wilhelm T. (1751–1829), Maler, Altertums- forscher, Goethe- o Neapolitaner-T | Johann Heinrich Wilhelm T. (1751–1829), Maler, Altertums- forscher, Goethe- o Neapolitaner-T | Johann Heinrich Wilhelm T. (1751–1829), Maler, Altertums- forscher, Goethe- o Neapolitaner-T | Johann Heinrich Wilhelm T. (1751–1829), Maler, Altertums- forscher, Goethe- o Neapolitaner-T | Johann Heinrich Wilhelm T. (1751–1829), Maler, Altertums- forscher, Goethe- o Neapolitaner-T | Johann Heinrich Wilhelm T. (1751–1829), Maler, Altertums- forscher, Goethe- o Neapolitaner-T | Johanna Christiane T. († 1800) | Johanna Christiane T. († 1800) | Johanna Christiane T. († 1800) | Johanna Christiane T. († 1800) | Johanna Christiane T. († 1800)                                                                     | Johanna Christiane T. († 1800)                                                                     | | | Johann Georg Pforr (1745–1798) Maler                                                               | Johann Georg Pforr (1745–1798) Maler                                                               | Johann Georg Pforr (1745–1798) Maler | Johann Georg Pforr (1745–1798) Maler | Johann Georg Pforr (1745–1798) Maler | Johann Georg Pforr (1745–1798) Maler |  |  | Johann Friedrich August T. (1750–1812), Maler, Schüler v Joh. Hein. T.dÄ, Leipziger T | Johann Friedrich August T. (1750–1812), Maler, Schüler v Joh. Hein. T.dÄ, Leipziger T | Johann Friedrich August T. (1750–1812), Maler, Schüler v Joh. Hein. T.dÄ, Leipziger T | Johann Friedrich August T. (1750–1812), Maler, Schüler v Joh. Hein. T.dÄ, Leipziger T | Johann Friedrich August T. (1750–1812), Maler, Schüler v Joh. Hein. T.dÄ, Leipziger T | Johann Friedrich August T. (1750–1812), Maler, Schüler v Joh. Hein. T.dÄ, Leipziger T |  |  | Georg Heinrich T. (1753?/1755–1848), Kupferstecher, Radierer und Mechanicus in Bremen | Georg Heinrich T. (1753?/1755–1848), Kupferstecher, Radierer und Mechanicus in Bremen | Georg Heinrich T. (1753?/1755–1848), Kupferstecher, Radierer und Mechanicus in Bremen | Georg Heinrich T. (1753?/1755–1848), Kupferstecher, Radierer und Mechanicus in Bremen | Georg Heinrich T. (1753?/1755–1848), Kupferstecher, Radierer und Mechanicus in Bremen | Georg Heinrich T. (1753?/1755–1848), Kupferstecher, Radierer und Mechanicus in Bremen |  |  | Catharina Dorothea Gertrud T. (1778–1860), Malerin in Hamburg | Catharina Dorothea Gertrud T. (1778–1860), Malerin in Hamburg | Catharina Dorothea Gertrud T. (1778–1860), Malerin in Hamburg | Catharina Dorothea Gertrud T. (1778–1860), Malerin in Hamburg | Catharina Dorothea Gertrud T. (1778–1860), Malerin in Hamburg | Catharina Dorothea Gertrud T. (1778–1860), Malerin in Hamburg |  |  | Amalie T. (1757–1839) Miniaturmalerin in Kassel | Amalie T. (1757–1839) Miniaturmalerin in Kassel | Amalie T. (1757–1839) Miniaturmalerin in Kassel | Amalie T. (1757–1839) Miniaturmalerin in Kassel | Amalie T. (1757–1839) Miniaturmalerin in Kassel                                          | Amalie T. (1757–1839) Miniaturmalerin in Kassel                                          |                                                                                          |                                                                                          | August Albrecht Christian T. (1768–1848), Maler und Lithograph, ab 1804 tätig in Rostock | August Albrecht Christian T. (1768–1848), Maler und Lithograph, ab 1804 tätig in Rostock | August Albrecht Christian T. (1768–1848), Maler und Lithograph, ab 1804 tätig in Rostock | August Albrecht Christian T. (1768–1848), Maler und Lithograph, ab 1804 tätig in Rostock | August Albrecht Christian T. (1768–1848), Maler und Lithograph, ab 1804 tätig in Rostock | August Albrecht Christian T. (1768–1848), Maler und Lithograph, ab 1804 tätig in Rostock | Sophia Roentgen geb. T. (1761–1826), Malerin in Esens und Aurich      | Sophia Roentgen geb. T. (1761–1826), Malerin in Esens und Aurich      | Sophia Roentgen geb. T. (1761–1826), Malerin in Esens und Aurich      | Sophia Roentgen geb. T. (1761–1826), Malerin in Esens und Aurich      | Sophia Roentgen geb. T. (1761–1826), Malerin in Esens und Aurich | Sophia Roentgen geb. T. (1761–1826), Malerin in Esens und Aurich | Magdalena Margaretha T. (1763–1846) Blumenmalerin                                | Magdalena Margaretha T. (1763–1846) Blumenmalerin                                | Magdalena Margaretha T. (1763–1846) Blumenmalerin                                | Magdalena Margaretha T. (1763–1846) Blumenmalerin                                | Magdalena Margaretha T. (1763–1846) Blumenmalerin                                | Magdalena Margaretha T. (1763–1846) Blumenmalerin                                |                                                      |                                                      | Ludwig Philipp Strack (1761–1836), Schüler seines Onkels Johann Heinrich Tischbein dÄ., Hofmaler in Kassel | Ludwig Philipp Strack (1761–1836), Schüler seines Onkels Johann Heinrich Tischbein dÄ., Hofmaler in Kassel | Ludwig Philipp Strack (1761–1836), Schüler seines Onkels Johann Heinrich Tischbein dÄ., Hofmaler in Kassel | Ludwig Philipp Strack (1761–1836), Schüler seines Onkels Johann Heinrich Tischbein dÄ., Hofmaler in Kassel | Ludwig Philipp Strack (1761–1836), Schüler seines Onkels Johann Heinrich Tischbein dÄ., Hofmaler in Kassel | Ludwig Philipp Strack (1761–1836), Schüler seines Onkels Johann Heinrich Tischbein dÄ., Hofmaler in Kassel |                                         |                                         | Anton Wilhelm Strack (1758–1829), Schüler v. Anton Wilhelm u. Johann Heinrich Wilhelm T. d.Ä., Vedutenmaler, Porträtist, Bückeburg | Anton Wilhelm Strack (1758–1829), Schüler v. Anton Wilhelm u. Johann Heinrich Wilhelm T. d.Ä., Vedutenmaler, Porträtist, Bückeburg | Anton Wilhelm Strack (1758–1829), Schüler v. Anton Wilhelm u. Johann Heinrich Wilhelm T. d.Ä., Vedutenmaler, Porträtist, Bückeburg | Anton Wilhelm Strack (1758–1829), Schüler v. Anton Wilhelm u. Johann Heinrich Wilhelm T. d.Ä., Vedutenmaler, Porträtist, Bückeburg | Anton Wilhelm Strack (1758–1829), Schüler v. Anton Wilhelm u. Johann Heinrich Wilhelm T. d.Ä., Vedutenmaler, Porträtist, Bückeburg | Anton Wilhelm Strack (1758–1829), Schüler v. Anton Wilhelm u. Johann Heinrich Wilhelm T. d.Ä., Vedutenmaler, Porträtist, Bückeburg |  |  |  |  |  |  |  |  |  |  |  |  |  |  |  |  |  |  |  |  |  |  |  |  |  |  |  |  |  |  |  |  |  |  |  |  |  |  |  |  |  |  |  |  |  |  |  |  |
| Johann Heinrich T. dJ (1742–1808) Maler, Radierer, Inspector Gemäldegalerie Kassel | Johann Heinrich T. dJ (1742–1808) Maler, Radierer, Inspector Gemäldegalerie Kassel | Johann Heinrich T. dJ (1742–1808) Maler, Radierer, Inspector Gemäldegalerie Kassel | Johann Heinrich T. dJ (1742–1808) Maler, Radierer, Inspector Gemäldegalerie Kassel | Johann Heinrich T. dJ (1742–1808) Maler, Radierer, Inspector Gemäldegalerie Kassel | Johann Heinrich T. dJ (1742–1808) Maler, Radierer, Inspector Gemäldegalerie Kassel | Johann Heinrich Wilhelm T. (1751–1829), Maler, Altertums- forscher, Goethe- o Neapolitaner-T | Johann Heinrich Wilhelm T. (1751–1829), Maler, Altertums- forscher, Goethe- o Neapolitaner-T | Johann Heinrich Wilhelm T. (1751–1829), Maler, Altertums- forscher, Goethe- o Neapolitaner-T | Johann Heinrich Wilhelm T. (1751–1829), Maler, Altertums- forscher, Goethe- o Neapolitaner-T | Johann Heinrich Wilhelm T. (1751–1829), Maler, Altertums- forscher, Goethe- o Neapolitaner-T | Johann Heinrich Wilhelm T. (1751–1829), Maler, Altertums- forscher, Goethe- o Neapolitaner-T | Johanna Christiane T. († 1800) | Johanna Christiane T. († 1800) | Johanna Christiane T. († 1800) | Johanna Christiane T. († 1800) | Johanna Christiane T. († 1800)                                                                     | Johanna Christiane T. († 1800)                                                                     | | | Johann Georg Pforr (1745–1798) Maler                                                               | Johann Georg Pforr (1745–1798) Maler                                                               | Johann Georg Pforr (1745–1798) Maler | Johann Georg Pforr (1745–1798) Maler | Johann Georg Pforr (1745–1798) Maler | Johann Georg Pforr (1745–1798) Maler |  |  | Johann Friedrich August T. (1750–1812), Maler, Schüler v Joh. Hein. T.dÄ, Leipziger T | Johann Friedrich August T. (1750–1812), Maler, Schüler v Joh. Hein. T.dÄ, Leipziger T | Johann Friedrich August T. (1750–1812), Maler, Schüler v Joh. Hein. T.dÄ, Leipziger T | Johann Friedrich August T. (1750–1812), Maler, Schüler v Joh. Hein. T.dÄ, Leipziger T | Johann Friedrich August T. (1750–1812), Maler, Schüler v Joh. Hein. T.dÄ, Leipziger T | Johann Friedrich August T. (1750–1812), Maler, Schüler v Joh. Hein. T.dÄ, Leipziger T |  |  | Georg Heinrich T. (1753?/1755–1848), Kupferstecher, Radierer und Mechanicus in Bremen | Georg Heinrich T. (1753?/1755–1848), Kupferstecher, Radierer und Mechanicus in Bremen | Georg Heinrich T. (1753?/1755–1848), Kupferstecher, Radierer und Mechanicus in Bremen | Georg Heinrich T. (1753?/1755–1848), Kupferstecher, Radierer und Mechanicus in Bremen | Georg Heinrich T. (1753?/1755–1848), Kupferstecher, Radierer und Mechanicus in Bremen | Georg Heinrich T. (1753?/1755–1848), Kupferstecher, Radierer und Mechanicus in Bremen |  |  | Catharina Dorothea Gertrud T. (1778–1860), Malerin in Hamburg | Catharina Dorothea Gertrud T. (1778–1860), Malerin in Hamburg | Catharina Dorothea Gertrud T. (1778–1860), Malerin in Hamburg | Catharina Dorothea Gertrud T. (1778–1860), Malerin in Hamburg | Catharina Dorothea Gertrud T. (1778–1860), Malerin in Hamburg | Catharina Dorothea Gertrud T. (1778–1860), Malerin in Hamburg |  |  | Amalie T. (1757–1839) Miniaturmalerin in Kassel | Amalie T. (1757–1839) Miniaturmalerin in Kassel | Amalie T. (1757–1839) Miniaturmalerin in Kassel | Amalie T. (1757–1839) Miniaturmalerin in Kassel | Amalie T. (1757–1839) Miniaturmalerin in Kassel                                          | Amalie T. (1757–1839) Miniaturmalerin in Kassel                                          |                                                                                          |                                                                                          | August Albrecht Christian T. (1768–1848), Maler und Lithograph, ab 1804 tätig in Rostock | August Albrecht Christian T. (1768–1848), Maler und Lithograph, ab 1804 tätig in Rostock | August Albrecht Christian T. (1768–1848), Maler und Lithograph, ab 1804 tätig in Rostock | August Albrecht Christian T. (1768–1848), Maler und Lithograph, ab 1804 tätig in Rostock | August Albrecht Christian T. (1768–1848), Maler und Lithograph, ab 1804 tätig in Rostock | August Albrecht Christian T. (1768–1848), Maler und Lithograph, ab 1804 tätig in Rostock | Sophia Roentgen geb. T. (1761–1826), Malerin in Esens und Aurich      | Sophia Roentgen geb. T. (1761–1826), Malerin in Esens und Aurich      | Sophia Roentgen geb. T. (1761–1826), Malerin in Esens und Aurich      | Sophia Roentgen geb. T. (1761–1826), Malerin in Esens und Aurich      | Sophia Roentgen geb. T. (1761–1826), Malerin in Esens und Aurich | Sophia Roentgen geb. T. (1761–1826), Malerin in Esens und Aurich | Magdalena Margaretha T. (1763–1846) Blumenmalerin                                | Magdalena Margaretha T. (1763–1846) Blumenmalerin                                | Magdalena Margaretha T. (1763–1846) Blumenmalerin                                | Magdalena Margaretha T. (1763–1846) Blumenmalerin                                | Magdalena Margaretha T. (1763–1846) Blumenmalerin                                | Magdalena Margaretha T. (1763–1846) Blumenmalerin                                |                                                      |                                                      | Ludwig Philipp Strack (1761–1836), Schüler seines Onkels Johann Heinrich Tischbein dÄ., Hofmaler in Kassel | Ludwig Philipp Strack (1761–1836), Schüler seines Onkels Johann Heinrich Tischbein dÄ., Hofmaler in Kassel | Ludwig Philipp Strack (1761–1836), Schüler seines Onkels Johann Heinrich Tischbein dÄ., Hofmaler in Kassel | Ludwig Philipp Strack (1761–1836), Schüler seines Onkels Johann Heinrich Tischbein dÄ., Hofmaler in Kassel | Ludwig Philipp Strack (1761–1836), Schüler seines Onkels Johann Heinrich Tischbein dÄ., Hofmaler in Kassel | Ludwig Philipp Strack (1761–1836), Schüler seines Onkels Johann Heinrich Tischbein dÄ., Hofmaler in Kassel |                                         |                                         | Anton Wilhelm Strack (1758–1829), Schüler v. Anton Wilhelm u. Johann Heinrich Wilhelm T. d.Ä., Vedutenmaler, Porträtist, Bückeburg | Anton Wilhelm Strack (1758–1829), Schüler v. Anton Wilhelm u. Johann Heinrich Wilhelm T. d.Ä., Vedutenmaler, Porträtist, Bückeburg | Anton Wilhelm Strack (1758–1829), Schüler v. Anton Wilhelm u. Johann Heinrich Wilhelm T. d.Ä., Vedutenmaler, Porträtist, Bückeburg | Anton Wilhelm Strack (1758–1829), Schüler v. Anton Wilhelm u. Johann Heinrich Wilhelm T. d.Ä., Vedutenmaler, Porträtist, Bückeburg | Anton Wilhelm Strack (1758–1829), Schüler v. Anton Wilhelm u. Johann Heinrich Wilhelm T. d.Ä., Vedutenmaler, Porträtist, Bückeburg | Anton Wilhelm Strack (1758–1829), Schüler v. Anton Wilhelm u. Johann Heinrich Wilhelm T. d.Ä., Vedutenmaler, Porträtist, Bückeburg |  |  |  |  |  |  |  |  |  |  |  |  |  |  |  |  |  |  |  |  |  |  |  |  |  |  |  |  |  |  |  |  |  |  |  |  |  |  |  |  |  |  |  |  |  |  |  |  |
|                                                                                    |                                                                                    |                                                                                    |                                                                                    |                                                                                    |                                                                                    |                                                                                              |                                                                                              |                                                                                              |                                                                                              |                                                                                              |                                                                                              |                                |                                |                                |                                | | | | | | |                                      |                                      |                                      |                                      |  |  |                                                                                       |                                                                                       |                                                                                       |                                                                                       |                                                                                       |                                                                                       |  |  |                                                                                       |                                                                                       |                                                                                       |                                                                                       |                                                                                       |                                                                                       |  |  |                                                               |                                                               |                                                               |                                                               |                                                               |                                                               |  |  |                                                 |                                                 |                                                 |                                                 |                                                                                          |                                                                                          |                                                                                          |                                                                                          |                                                                                          |                                                                                          |                                                                                          |                                                                                          |                                                                                          |                                                                                          |                                                                       |                                                                       |                                                                       |                                                                       |                                                                  |                                                                  |                                                                                  |                                                                                  |                                                                                  |                                                                                  |                                                                                  |                                                                                  |                                                      |                                                      | | | | | | |                                         |                                         | | | | | | |  |  |  |  |  |  |  |  |  |  |  |  |  |  |  |  |  |  |  |  |  |  |  |  |  |  |  |  |  |  |  |  |  |  |  |  |  |  |  |  |  |  |  |  |  |  |  |  |
|                                                                                    |                                                                                    |                                                                                    |                                                                                    |                                                                                    |                                                                                    |                                                                                              |                                                                                              |                                                                                              |                                                                                              |                                                                                              |                                                                                              |                                |                                |                                |                                | | | | | | |                                      |                                      |                                      |                                      |  |  |                                                                                       |                                                                                       |                                                                                       |                                                                                       |                                                                                       |                                                                                       |  |  |                                                                                       |                                                                                       |                                                                                       |                                                                                       |                                                                                       |                                                                                       |  |  |                                                               |                                                               |                                                               |                                                               |                                                               |                                                               |  |  |                                                 |                                                 |                                                 |                                                 |                                                                                          |                                                                                          |                                                                                          |                                                                                          |                                                                                          |                                                                                          |                                                                                          |                                                                                          |                                                                                          |                                                                                          |                                                                       |                                                                       |                                                                       |                                                                       |                                                                  |                                                                  |                                                                                  |                                                                                  |                                                                                  |                                                                                  |                                                                                  |                                                                                  |                                                      |                                                      | | | | | | |                                         |                                         | | | | | | |  |  |  |  |  |  |  |  |  |  |  |  |  |  |  |  |  |  |  |  |  |  |  |  |  |  |  |  |  |  |  |  |  |  |  |  |  |  |  |  |  |  |  |  |  |  |  |  |
|                                                                                    |                                                                                    |                                                                                    |                                                                                    |                                                                                    |                                                                                    |                                                                                              |                                                                                              |                                                                                              |                                                                                              |                                                                                              |                                                                                              |                                |                                |                                |                                | | | | | | |                                      |                                      |                                      |                                      |  |  |                                                                                       |                                                                                       |                                                                                       |                                                                                       |                                                                                       |                                                                                       |  |  |                                                                                       |                                                                                       |                                                                                       |                                                                                       |                                                                                       |                                                                                       |  |  |                                                               |                                                               |                                                               |                                                               |                                                               |                                                               |  |  |                                                 |                                                 |                                                 |                                                 |                                                                                          |                                                                                          |                                                                                          |                                                                                          |                                                                                          |                                                                                          |                                                                                          |                                                                                          |                                                                                          |                                                                                          |                                                                       |                                                                       |                                                                       |                                                                       |                                                                  |                                                                  |                                                                                  |                                                                                  |                                                                                  |                                                                                  |                                                                                  |                                                                                  |                                                      |                                                      | | | | | | |                                         |                                         | | | | | | |  |  |  |  |  |  |  |  |  |  |  |  |  |  |  |  |  |  |  |  |  |  |  |  |  |  |  |  |  |  |  |  |  |  |  |  |  |  |  |  |  |  |  |  |  |  |  |  |
|                                                                                    |                                                                                    |                                                                                    |                                                                                    |                                                                                    |                                                                                    | Elisabeth Susanne Luise T. (1812–1906)                                                       | Elisabeth Susanne Luise T. (1812–1906)                                                       | Elisabeth Susanne Luise T. (1812–1906)                                                       | Elisabeth Susanne Luise T. (1812–1906)                                                       | Elisabeth Susanne Luise T. (1812–1906)                                                       | Elisabeth Susanne Luise T. (1812–1906)                                                       |                                |                                |                                |                                | Franz Pforr (1788–1812), Maler, 1809 Mitbegründer des Lukasbundes, ab 1810 Rom u Neapel, Nazarener | Franz Pforr (1788–1812), Maler, 1809 Mitbegründer des Lukasbundes, ab 1810 Rom u Neapel, Nazarener | Franz Pforr (1788–1812), Maler, 1809 Mitbegründer des Lukasbundes, ab 1810 Rom u Neapel, Nazarener | Franz Pforr (1788–1812), Maler, 1809 Mitbegründer des Lukasbundes, ab 1810 Rom u Neapel, Nazarener | Franz Pforr (1788–1812), Maler, 1809 Mitbegründer des Lukasbundes, ab 1810 Rom u Neapel, Nazarener | Franz Pforr (1788–1812), Maler, 1809 Mitbegründer des Lukasbundes, ab 1810 Rom u Neapel, Nazarener |                                      |                                      |                                      |                                      |  |  |                                                                                       |                                                                                       |                                                                                       |                                                                                       |                                                                                       |                                                                                       |  |  |                                                                                       |                                                                                       |                                                                                       |                                                                                       |                                                                                       |                                                                                       |  |  |                                                               |                                                               |                                                               |                                                               |                                                               |                                                               |  |  |                                                 |                                                 |                                                 |                                                 | Albrecht T. (* 1803 Sternberg; † 1881 Rostock), Schiffbau-Ingenieur Magdeburg u. Rostock | Albrecht T. (* 1803 Sternberg; † 1881 Rostock), Schiffbau-Ingenieur Magdeburg u. Rostock | Albrecht T. (* 1803 Sternberg; † 1881 Rostock), Schiffbau-Ingenieur Magdeburg u. Rostock | Albrecht T. (* 1803 Sternberg; † 1881 Rostock), Schiffbau-Ingenieur Magdeburg u. Rostock | Albrecht T. (* 1803 Sternberg; † 1881 Rostock), Schiffbau-Ingenieur Magdeburg u. Rostock | Albrecht T. (* 1803 Sternberg; † 1881 Rostock), Schiffbau-Ingenieur Magdeburg u. Rostock |                                                                                          |                                                                                          | Paul T. (1820–1874), Maler in Rostock (Landschaften, Porträts, Genre)                    | Paul T. (1820–1874), Maler in Rostock (Landschaften, Porträts, Genre)                    | Paul T. (1820–1874), Maler in Rostock (Landschaften, Porträts, Genre) | Paul T. (1820–1874), Maler in Rostock (Landschaften, Porträts, Genre) | Paul T. (1820–1874), Maler in Rostock (Landschaften, Porträts, Genre) | Paul T. (1820–1874), Maler in Rostock (Landschaften, Porträts, Genre) |                                                                  |                                                                  | Helene Strack (7. Juli 1798 Eutin; † 28. April 1853 in Oldenburg), Blumenmalerin | Helene Strack (7. Juli 1798 Eutin; † 28. April 1853 in Oldenburg), Blumenmalerin | Helene Strack (7. Juli 1798 Eutin; † 28. April 1853 in Oldenburg), Blumenmalerin | Helene Strack (7. Juli 1798 Eutin; † 28. April 1853 in Oldenburg), Blumenmalerin | Helene Strack (7. Juli 1798 Eutin; † 28. April 1853 in Oldenburg), Blumenmalerin | Helene Strack (7. Juli 1798 Eutin; † 28. April 1853 in Oldenburg), Blumenmalerin |                                                      |                                                      | Heinrich Strack d.Ä. (20. Mai 1801 Eutin; † 16. Juli 1880 ebenda) Architekt und Hofbaumeister              | Heinrich Strack d.Ä. (20. Mai 1801 Eutin; † 16. Juli 1880 ebenda) Architekt und Hofbaumeister              | Heinrich Strack d.Ä. (20. Mai 1801 Eutin; † 16. Juli 1880 ebenda) Architekt und Hofbaumeister              | Heinrich Strack d.Ä. (20. Mai 1801 Eutin; † 16. Juli 1880 ebenda) Architekt und Hofbaumeister              | Heinrich Strack d.Ä. (20. Mai 1801 Eutin; † 16. Juli 1880 ebenda) Architekt und Hofbaumeister              | Heinrich Strack d.Ä. (20. Mai 1801 Eutin; † 16. Juli 1880 ebenda) Architekt und Hofbaumeister              |                                         |                                         | Heinrich Strack (6. Juli 1805 Bückeburg; † 13. Juni 1880 Berlin) Architekt                                                         | Heinrich Strack (6. Juli 1805 Bückeburg; † 13. Juni 1880 Berlin) Architekt                                                         | Heinrich Strack (6. Juli 1805 Bückeburg; † 13. Juni 1880 Berlin) Architekt                                                         | Heinrich Strack (6. Juli 1805 Bückeburg; † 13. Juni 1880 Berlin) Architekt                                                         | Heinrich Strack (6. Juli 1805 Bückeburg; † 13. Juni 1880 Berlin) Architekt                                                         | Heinrich Strack (6. Juli 1805 Bückeburg; † 13. Juni 1880 Berlin) Architekt                                                         |  |  |  |  |  |  |  |  |  |  |  |  |  |  |  |  |  |  |  |  |  |  |  |  |  |  |  |  |  |  |  |  |  |  |  |  |  |  |  |  |  |  |  |  |  |  |  |  |

In der folgenden Aufstellung sind auch die Mitglieder der Malerfamilien Strack und Pforr mit aufgenommen, soweit sie mit der Malerfamilie Tischbein unmittelbar verwandt sind.
1. Johann Heinrich Tischbein (1682–1764), Bäckermeister
- 1.1. Johann Conrad Tischbein (1712–1778), Klosterschreiner in Haina
  - 1.1.1. Johann Heinrich Tischbein der Jüngere (1742–1808), Maler und Radierer, ab 1775 Erster Inspector der Gemäldegalerie in Kassel
  - 1.1.2. Johann Heinrich Wilhelm Tischbein (1751–1829), Maler und Altertumsforscher, auch Goethe-Tischbein oder Neapolitaner-Tischbein
    - 1.1.2.1. Elisabeth Susanne Luise Tischbein (1812–1906[2]), heiratete 1840 ihren Vetter, den oldenburgischen Hofmaler Heinrich Strack (den Älteren) (= 1.7.1.2)
    - 1.1.2.2 Peter Tischbein (1813–1883), Forstwissenschaftler, Paläontologe und Insektenkundler

  - 1.1.3. Heinrich Jacob Tischbein (1760–1804), Landschaftsmaler und Pferdemaler, mit seinem Schwager Johann Georg Pforr in Frankfurt am Main tätig
  - 1.1.4. Johanna Christiane Tischbein († 1800), heiratete 1784 den Maler Johann Georg Pforr (1745–1798)
    - 1.1.4.1. Heinrich Pforr (1785–1801?)
    - 1.1.4.2. Franz Pforr (1788–1812), Maler, 1809 Mitbegründer des Lukasbundes, ab 1810 in Rom und Neapel, Nazarener
- 1.2. Johann Valentin Tischbein (1715–1768), Hofmaler, Porträt- und Theatermaler
  - 1.2.1. Ludwig Philipp Tischbein (1744–1806), Architekt, Theatermaler und Radierer in Sankt Petersburg
  - 1.2.2. Johann Friedrich August Tischbein (1750–1812), Maler, Schüler von Johann Heinrich Tischbein d. Ä., auch Leipziger Tischbein
    - 1.2.2.1. Caroline Tischbein (1783–1843), verheiratet mit Friedrich Wilken, Zeichnerin in Heidelberg und Berlin
      - 1.2.2.1.1. Sophie Wilken (1807–1882) verheiratet mit Moritz Pinder, Numismatiker
        - 1.2.2.1.1. Thekla Pinder (1833–1857)
        - 1.2.2.1.2. Anna Pinder (1834–1853) verheiratet mit Johannes Merkel, Rechtshistoriker
        - 1.2.2.1.3. Eduard Pinder (1836–1890), Museumsdirektor Kassel, verheiratet in zweiter Ehe mit Lisbeth Kunze, Enkelin von Betty Tischbein verh. Kunze (1.2.2.2.).
          - 1.2.2.1.3.5. (aus zweiter Ehe) Wilhelm Pinder (1878–1947), Professor der Kunstgeschichte

        - 1.2.2.1.4. Clara Pinder (1839)

      - 1.2.2.1.2. Friedrich Wilken (1811–1883), Garteninspektor in Sanssouci, Potsdam
      - 1.2.2.1.3. Sulpiz Wilken, Hofgärtner in Paretz
      - 1.2.2.1.4. Elisabeth Wilken verheiratet mit Edmund von Pochhammer, Hofarzt in Potsdam

    - 1.2.2.2. Betty Tischbein (1787–1867), Malerdilettantin in Bad Elster, verheiratet mit Wilhelm Kunze, Direktor der Leipziger Feuerversicherungsgesellschaft
      - 1.2.2.2.1. Georg Kunze 1809
      - 1.2.2.2.2. Emma Kunze 1811, unverheiratet
      - 1.2.2.2.3. Therese Kunze (1813–1867), verheiratet mit Badekommissar von Paschwitz in Bad Elster

    - 1.2.2.3. Carl Wilhelm Tischbein (1797–1855), Maler, als Hofmaler in Bückeburg Nachfolger des Anton Wilhelm Strack (1.7.2.)

  - 1.2.3. Henriette Louise Tischbein, verheiratete Wolf (1766–1840), Kunststickerin und Miniaturmalerin in Hamburg
- 1.3. Johann Tischbein (1717–1757), Universitätsmechanicus in Marburg
  - 1.3.1. Christian Wilhelm Tischbein (1751–1824), Maler, Architekt, tätig in Arolsen, ab 1790 angestellt bei Friedrich Erdmann von Anhalt-Köthen-Pless in Schmiedeberg (Schlesien)
    - 1.3.1.1. Wilhelm Eduard Tischbein (1791–1819), Miniaturmaler, Aquarellmaler von Landschaften und Tieren in Meerholz

  - 1.3.2. Georg Heinrich Tischbein (1753?/1755–1848), Kupferstecher, Radierer und Mechanicus in Bremen
    - 1.3.2.1. Margarete Christiane Tischbein, verheiratete Bossel (* 1797), lebte als Zeichnerin und Kunststickerin in Bremen
    - 1.3.2.2. Eleonore Amalie Luise Tischbein, verheiratete Reichel (* 1800), lebte als Zeichnerin und Kunststickerin in Braunschweig
- 1.4. Johann Anton Tischbein (1720–1784), Maler, tätig in Hamburg
  - 1.4.1 Catharina Dorothea Gertrud Tischbein (1778–1860), Malerin in Hamburg[3]
  - 1.4.2 Anton Tischbein, Hofkonditor in Oldenburg[4]
  - drei weitere Kinder[5]
- 1.5. Johann Heinrich Tischbein der Ältere (1722–1789), Maler, auch Kasseler Tischbein
  - 1.5.1. Wilhelmine Caroline Amalie Tischbein (1757–1839), verheiratet mit Johann David von Apell (1754–1832), Miniaturmalerin in Kassel
  - 1.5.2 Wilhelmine Ernestine Frederike Tischbein (1759; 20. März 1820), verheiratet mit Jean Frederique Klingender; Professor und Pfarrer in Kassel
- 1.6. Johann Jacob Tischbein (1725–1791), Maler, tätig in Hamburg und Lübeck, auch Lübecker Tischbein
  - 1.6.1. Sophie Margarete Antonie Tischbein, verheiratete Röntgen (1761–1826), Malerin von Landschaften, Vögeln und Blumen in Esens und Aurich
  - 1.6.2. Magdalena Margareta Tischbein (1763–1846), Blumenmalerin, heiratete 1804 ihren Vetter, den oldenburgischen Hofmaler Ludwig Philipp Strack (= 1.7.1)
  - 1.6.3. August Albrecht Christian Tischbein (1768–1848), Maler und Lithograph, ab 1804 tätig in Rostock
    - 1.6.3.1. Albrecht Johann Heinrich Tischbein (* 1803 in Sternberg; † 1881 in Rostock), Schiffbau-Ingenieur in Magdeburg und Rostock, verheiratet mit Luise Johanna Koch
      - 1.6.3.1.1. Albrecht Alfred Ludwig August Tischbein (* 1839 in Buckau bei Magdeburg: † 1898 in Waren), Zivilingenieur
        - 1.6.3.1.1.1. Friedrich Tischbein (* 1880 in Rostock; † 1970 in  Überlingen), Verwaltungsjurist und Gesandter

      - 1.6.3.1.2. Clara Tischbein (* 1843 in Magdeburg; † 1916 in Frankfurt am Main) verheiratet 1870 mit Bankier Winckler, Sohn: Max Winckler, (* ca. 1871)

    - 1.6.3.2. August Anton Tischbein (1805–nach 1867), Maler in Rom und Triest (Genre, Architekturen, Landschaften)
    - 1.6.3.3. Paul Ludwig Philipp Wilhelm Tischbein (1820–1874), Maler in Rostock (Landschaften, Porträts, Genre)
- 1.7. Luise Margarethe Strack, geb. Tischbein (1727–1785)
  - 1.7.1. Ludwig Philipp Strack (1761–1836), Schüler seines Onkels Johann Heinrich Tischbein d. Ä. (1.5), Hofmaler in Kassel, heiratete 1804 seine Cousine Magdalene Margareta Tischbein (= 1.6.2)
    - 1.7.1.1. Helene Strack (1798–1853), Aquarellmalerin (Blumen) in Oldenburg
    - 1.7.1.2. Heinrich Strack (der Ältere) (1801–1880), Architekt und Hofbaumeister in Oldenburg, heiratete 1840 seine Cousine Elisabeth Susanne Luise Tischbein (= 1.1.2.1)
    - 1.7.1.3. Ludwig Strack d. J. (1806–1871), Porträtmaler in Oldenburg

  - 1.7.2. Anton Wilhelm Strack (1758–1829), Schüler seiner Onkel Anton Wilhelm Tischbein und Johann Heinrich Wilhelm Tischbein d. Ä., Vedutenmaler und Porträtist in Bückeburg
    - 1.7.2.1. Johann Heinrich Strack (1805–1880), Architekt, Hofbauinspektor und Geheimer Oberhofbaurat in Berlin

  - 1.7.3 Anton Heinrich Strack (1764–1802), Maler, gefallen in Veltlin[5]
- 1.8. Anton Wilhelm Tischbein (1730–1804), Maler, auch Hanauer Tischbein
  - 1.8.1. Heinrich Wilhelm Tischbein (1779–1856),[6] zuletzt 1815 als Mitglied der Hanauer Zeichenakademie nachweisbar